# Rasmus Kofoed

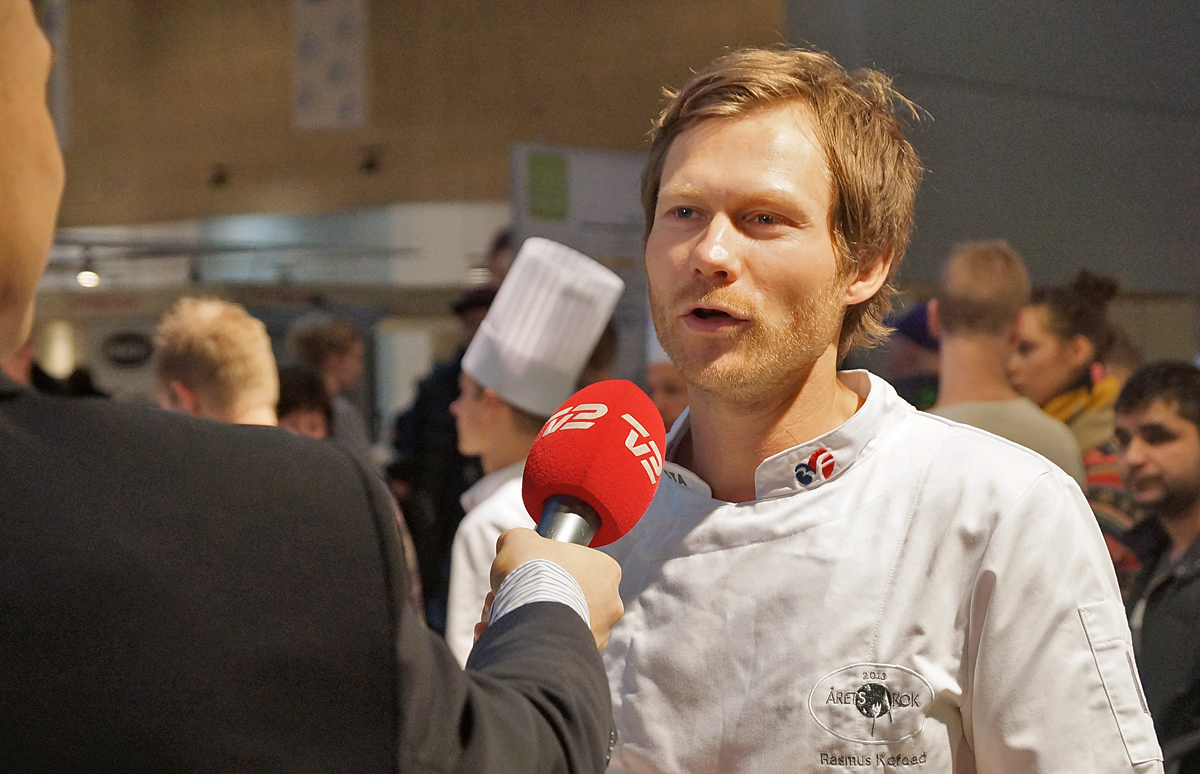
Kofoed, 2013 im Bella Center während der Copenhagen Food Fair

Rasmus Kofoed (* 22. August 1974 in Næstved) ist ein dänischer Koch. Das Kopenhagener Restaurant Geranium, das er mit Søren Ledet betreibt, führt seit 2016 drei Sterne des Guide Michelin. 

## Leben
Im dänischen Dokumentarfilm Michelin - fortællinger fra køkkenet von 2017, erzählt er, dass er seine Inspiration in seiner Kindheit und Jugend findet. Er sei mit Kräutern, getrockneten Brennnesseln und Hagebuttenblüten aufgewachsen. Sie hätten Pilze gesammelt, Krebse gefangen und selbstgefangenen Aal mit Wacholderbeeren geräuchert.
Kofoed wurde im Kopenhagener Hotel d’Angleterre zum Koch ausgebildet. 1997 schloss er seine Ausbildung ab und arbeitete anschließend im Scholteshof im belgischen Stevoort, einem Zwei-Sterne-Restaurant. 1998 wechselte er zu Krogs Fiskerestaurant in Kopenhagen, das er im Jahr darauf zugunsten des Zwei-Sterne-Restaurants Kommandanten verließ. Ab 2000 arbeitete er für zwei Jahre, nun erstmals als Küchenchef, im Tyven, Kokken, Hans Kone og Hendes Elsker. Hieran schloss sich eine zwei Jahre währende Anstellung als Küchenchef im Krogs Fiskerestaurant an, hier war Ledet sein Souschef. Hiernach war er für ein Jahr Küchenchef im Restaurant Gastronomique, bevor er 2005 als Küchenchef zurück an seine einstige Ausbildungsstätte dem d’Angleterre kehrte. 2007 eröffnete er gemeinsam mit Ledet das erste Geranium im Kongens Have, das im Jahr darauf den ersten Michelin-Stern verliehen bekam.
Die Geranie inspirierte Kofoed und Ledet für ihr eigenes Restaurant, dieses sollte „sinnlich und grün“ („sanselig og grøn“) sein. Am 22. September 2010 eröffneten sie das Geranium, welches 2012 erneut einen ersten Michelin-Stern verliehen bekam.  Zeitweilig verwendete Kofoed häufig Geranien als Zutat. Ab 2012 nutzte er diese aber nur noch als Symbol für seine Küche.
Kofoed schätzt die vietnamesische Küche, welche sehr viele frische Kräuter verwendet. Zuhause kocht meist seine Lebensgefährtin, wenn er kocht, dann vornehmlich vegetarisch. In seinem Restaurant koche er auch mit Fleisch, doch ohne dieses „in sich hineinzustopfen“ („guffer det i mig“). Daheim koche er anders als im Restaurant, nämlich einfach.
2011 wurde eine 45-minütige Dokumentation namens Verdens Bedste Kok über Kofoeds dritte Teilnahme beim Bocuse d’Or fertiggestellt und beim Kopenhagener Dokumentarfilmfestival CPH:DOX präsentiert.
Gemeinsam mit seiner Lebensgefährtin Maja hat er eine Tochter.

## Preise und Auszeichnungen
- 2003 wurde er zum dänischen Koch des Jahres gewählt. Zu diesem Zeitpunkt arbeitete er beim Krogs Fiskerestaurant.[10]
- 2004 gewann er die Nordische Meisterschaft in Stockholm.[4]
- 2005 gewann er Bronze beim Bocuse d’or.[4]
- Zudem gewann er Nordens bedste fiskeret.[4]
- Im selben Jahr wurde ihm von Prinz Henrik ein Diplom verliehen.[4]
- 2006 gewann er Årets dessert (Dessert des Jahres) mit øllebrød med geranium (eine Suppe aus Bier und Brot).[6]
- 2007 gewann er Årets hovedret.[4]
- Außerdem gewann er Silber beim Bocuse d’or.
- 2010 gewann er das europäische Semifinale des Bocuse d’Or.[10]
- 2011 gewann er den Goldbocuse beim Bocuse d’Or in Lyon.
- 2013 war Juror bei der Auswahl des dänischen Teilnehmers für das europäische Semifinale des Bocuse d’Or 2014.[11]